# Гудінг (Айдахо)
Гудінг (англ. Gooding) — окружний центр і найбільше місто в окрузі Гудінг, штат Айдахо, США. Згідно з переписом 2010 року населення становило 3567 осіб.
Місто названо на честь Френка Гудінга, місцевого фермера з вирощування овець, який став помітною політичною фігурою штату Айдахо на початку 20-го століття, займаючи посаду і губернатора Айдахо, і сенатора США. До цього воно мало назву Топоніс.
В місті розташована школа штату Айдахо для глухих і сліпих.
Також тут розташована найбільша у світі фабрика з виробництва barrel cheese, який є сировиною для виробництва плавленого сиру. Вона належить групі Glanbia. Виробнича потужність фабрики становить 120 тис. тон на рік.

## Географія
Гудінг розташований за координатами 42°56′13″ пн. ш. 114°42′47″ зх. д. / 42.93694° пн. ш. 114.71306° зх. д. (42.937056, -114.713189).  За даними Бюро перепису населення США в 2010 році місто мало площу 3,86 км², з яких 3,82 км² — суходіл та 0,03 км² — водойми.

### Клімат
Місто знаходиться у зоні, котра характеризується кліматом тропічних степів. Найтепліший місяць — липень із середньою температурою 23.3 °C (74 °F). Найхолодніший місяць — січень, із середньою температурою -3.9 °С (25 °F).
| Клімат Гудінга          | Клімат Гудінга | Клімат Гудінга | Клімат Гудінга | Клімат Гудінга | Клімат Гудінга | Клімат Гудінга | Клімат Гудінга | Клімат Гудінга | Клімат Гудінга | Клімат Гудінга | Клімат Гудінга | Клімат Гудінга | Клімат Гудінга |
| Показник                | Січ.           | Лют.           | Бер.           | Квіт.          | Трав.          | Черв.          | Лип.           | Серп.          | Вер.           | Жовт.          | Лист.          | Груд.          | Рік            |
| Абсолютний максимум, °C | 15             | 18             | 22             | 31             | 36             | 38             | 40             | 38             | 38             | 32             | 22             | 14             | 40             |
| Середній максимум, °C   | 0              | 3              | 8              | 16             | 21             | 25             | 32             | 31             | 25             | 18             | 8              | 2              | 16             |
| Середня температура, °C | −4             | −1             | 3              | 8              | 13             | 17             | 23             | 22             | 16             | 10             | 3              | −1             | 9              |
| Середній мінімум, °C    | −8             | −6             | −2             | 1              | 5              | 9              | 14             | 13             | 8              | 3              | −2             | −5             | 2              |
| Абсолютний мінімум, °C  | −27            | −25            | −17            | −8             | −4             | 0              | 3              | 3              | −4             | −7             | −24            | −22            | −27            |
| Норма опадів, мм        | 30             | 20             | 20             | 10             | 20             | 10             | 0              | 0              | 0              | 10             | 20             | 30             | 220            |
| Днів з дощем            | 3              | 2              | 2              | 1              | 2              | 1              | 0              | 0              | 1              | 1              | 2              | 3              | 24             |
| Вологість повітря, %    | 76             | 73             | 66             | 49             | 48             | 46             | 34             | 36             | 41             | 51             | 66             | 79             | 55             |
| ----------------------- | -------------- | -------------- | -------------- | -------------- | -------------- | -------------- | -------------- | -------------- | -------------- | -------------- | -------------- | -------------- | -------------- |
| Джерело: Weatherbase    |                |                |                |                |                |                |                |                |                |                |                |                |                |

## Демографія

### Перепис 2010 року
Згідно з переписом 2010 року, у місті проживало 3 567 осіб у 1 395 домогосподарствах у складі 864 родин. Густота населення становила 930,5 ос./км². Було 1 537 помешкання, середня густота яких становила 401,0/км². Расовий склад міста: 84,6% білих, 0,4% афроамериканців, 0,9% індіанців, 0,6% азіатів, 11,2% інших рас, а також 2,2% людей, які зараховують себе до двох або більше рас. Іспанці та латиноамериканці незалежно від раси становили 22,9% населення.
Із 1 395 домогосподарств 35,8% мали дітей віком до 18 років, які жили з батьками; 44,3% були подружжями, які жили разом; 12,2% мали господиню без чоловіка; 5,4% мали господаря без дружини і 38,1% не були родинами. 33,0% домогосподарств складалися з однієї особи, у тому числі 19% віком 65 і більше років. У середньому на домогосподарство припадало 2,53 мешканця, а середній розмір родини становив 3,26 особи.
Середній вік жителів міста становив 33,5 року. Із них 29,7% були віком до 18 років; 9,2% — від 18 до 24; 24,5% від 25 до 44; 19% від 45 до 64 і 17,7% — 65 років або старші. Статевий склад населення: 50,0% — чоловіки і 50,0% — жінки.
Середній дохід на одне домашнє господарство  становив 43 137 доларів США (медіана — 29 135), а середній дохід на одну сім'ю — 51 397 доларів (медіана — 45 724). За межею бідності перебувало 20,1 % осіб, у тому числі 35,3 % дітей у віці до 18 років та 14,3 % осіб у віці 65 років та старших.
Цивільне працевлаштоване населення становило 1542 особи. Основні галузі зайнятості: освіта, охорона здоров'я та соціальна допомога — 25,3 %, сільське господарство, лісництво, риболовля — 10,8 %, науковці, спеціалісти, менеджери — 10,6 %.

### Перепис 2000 року
Згідно з переписом 2000 року, у місті проживало 3 384 осіб у 1 304 домогосподарствах у складі 842 родин. Густота населення становила 946,8 ос./км². Було 1 397 помешкань, середня густота яких становила 390,9/км². Расовий склад міста: 89,51% білих, 0,15% афроамериканців, 1,60% індіанців, 0,21% азіатів, 5,97% інших рас і 2,57% людей, які зараховують себе до двох або більше рас. Іспанці та латиноамериканці незалежно від раси становили 14,80% населення.
Із 1 304 домогосподарств 31,3% мали дітей віком до 18 років, які жили з батьками; 50,5% були подружжями, які жили разом; 9,7% мали господиню без чоловіка, і 35,4% не були родинами. 31,5% домогосподарств складалися з однієї особи, у тому числі 18,7% віком 65 і більше років. У середньому на домогосподарство припадало 2,47 мешканця, а середній розмір родини становив 3,11 особи.
Віковий склад населення: 27,7% віком до 18 років, 8,3% від 18 до 24, 24,0% від 25 до 44, 18,8% від 45 до 64 і 21,1% років і старші. Середній вік жителів — 37 року. Статевий склад населення: 49,7 % — чоловіки і 50,3 % — жінки.
Середній дохід домогосподарств у місті становив $29 316, родин — $33 309. Середній дохід чоловіків становив $24 688 проти $16 926 у жінок. Дохід на душу населення в місті був $13 752. Приблизно 12,4% родин і 17,3% населення перебували за межею бідності, включаючи 28,8% віком до 18 років і 15,1% від 65 і старших.